# Trichocera major
Trichocera major är en tvåvingeart som beskrevs av Edwards 1921. Trichocera major ingår i släktet Trichocera och familjen vintermyggor. Inga underarter finns listade i Catalogue of Life.